# Anthony Mackie
Anthony Mackie (anglès: Anthony Dwane Mackie)  (Nova Orleans, 23 de setembre de 1978) és un actor estatunidenc. Ha aparegut pel·lícules i sèries televisives així com a obres de teatre a Broadway i Off-Broadway. És conegut a nivell mundial pel seu personatge Sam Wilson / El Falcó / Capità Amèrica dins l'Univers cinematogràfic de Marvel, apareixent per primer cop a Captain America: The Winter Soldier (2014) i més tard a Avengers: Age of Ultron (2015), Ant-Man (pel·lícula) (2015), Captain America: Civil War (2016), Avengers: Infinity War (2018), i Avengers: Endgame (2019), així com a la sèrie de Disney+ El Falcó i el Soldat d'Hivern (2021).
Al 2002 va participar en la pel·lícula 8 Milles, film autobiogràfic d'Eminem. Va ser nominat a la categoria de millor actor al Premi d'Esperit Independent per la seva interpretació a seva funció dins Germà a Germà.

## Biografia
Mackie va néixer a Nova Orleans, Louisiana, el fill de Martha i Willie Mackie Sr. Mackie va assistir a l'Institut Warren Easton Sr i el Centre de Nova Orleans per Arts Creatius (NOCCA). Es va graduar al programa de teatre de l'institut a l'Escola de Carolina del Nord dels Arts (NCSA) el 1997 i posteriorment a l'escola dramàtica Juilliard com a membre de Grup 30 (1997–2001), el qual també va incloure actors com Tracie Thoms i Lee Ritme.

## Carrera

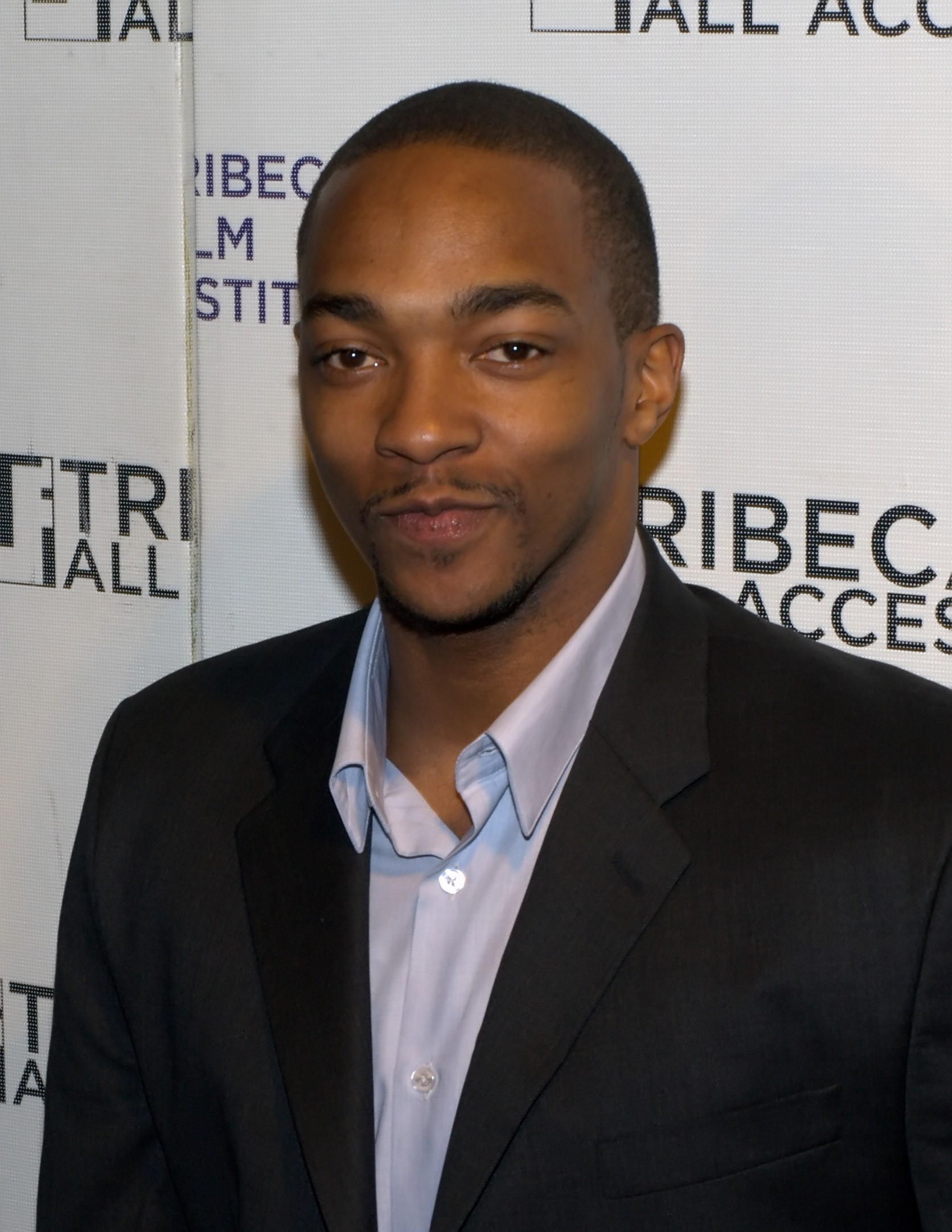
Mackie Al 2010 Tribeca Festival de cinema

AL 2002, Mackie va treballar com a suplent de Don Cheadle a l'obra de Suzan-Lori Topdog/Underdog i va guanyar un Premi d'OBIE pel seu paper a l'obra Talk de Carl Hancock Rux. Va aparèixer pel·lícula del 2002 8 Milles com l'antagonista principal, Papa Doc. El seu primer paper protagonista fou el 2003 a la pel·lícula independent Germà a Germà, on va interpretar Perry, un artista jove, gai i negre que lluita per adaptar-se al món. L'any següent, va aparèixer Milion Dolar Baby, que va guanyar el premi Òscar a la millor pel·lícula, i va protagonitzar She Hate Me, d' Spike Lee. Al 2006, apareix a Half Nelson, Crossover i We Are Marshall.
Al juliol de 2018, s'anuncia que partiiparà a la sèrie de ciència-ficció de Netflix Altered Carbon en la seva segona temporada El març de 2019, s'anuncia que participarà en la cinquena temporada de la sèrie de ciència-ficció Black Mirror. El mes següent, Disney confirma una sèrie de televisió dels estudis Marvel protagonitzada per Mackie i Sebastian Stan, anomenada El Falcó i el Soldat d'Hivern, estrenada al servei d'streaming Disney+ el 19 de març de 2021. També al 2021 protagonitza i produeix la pel·lícula de ficció de la ciència Outside the wire estrenada per Netflix el 15 de gener de 2021.

## Vida privada
Es va casar el 2014 amb la seva promesa Sheletta Chapital. Es van divorciar el 2018. La parella tenen quatre fills en comú.
Mackie va obrir un bar anomenat NoBar a Bed-Stuy, Brooklyn l'estiu de 2011. Va arribar a planificar obrir-ne una segona sucursal a Williamsburg, Brooklyn durant el 2013, però finalment la franquícia va tancar el 2015.

## Filmografia

### Pel·lícules
| Any  | Títol                                      | Paper                       | Notes |
| ---- | ------------------------------------------ | --------------------------- | --- |
| 2002 | 8 Mile                                     | Papa Doc / Clarence         | |
| 2003 | Crossing                                   | Cass                        | |
| 2003 | Hollywood Homicide                         | Killer "Joker"              | |
| 2004 | Brother to Brother                         | Perry                       | Nominat — l'Independent Spirit Award per Millor actuació debutant Nominat — Gotham Independent Film Award per Millor actor debutant |
| 2004 | The Manchurian Candidate                   | PFC Robert Baker            | |
| 2004 | She Hate Me                                | John Henry "Jack" Armstrong | Nominat — Black Reel Award per millor actor revelació |
| 2004 | Haven                                      | Hammer                      | |
| 2004 | Million Dollar Baby                        | Shawrelle Berry             | |
| 2005 | The Man                                    | Booty                       | |
| 2006 | Freedomland                                | Billy Williams              | |
| 2006 | Half Nelson                                | Frank                       | |
| 2006 | Heavens Fall                               | William Lee                 | |
| 2006 | We Are Marshall                            | Nate Ruffin                 | |
| 2006 | Crossover                                  | Tech                        | |
| 2007 | Ascension Day                              | Nathaniel "Nat" Turner      | |
| 2008 | Eagle Eye                                  | Major William Bowman        | |
| 2009 | The Hurt Locker                            | Sergeant J. T. Sanborn      | African-American Film Critics Association per Millor actor de repartiment Alliance of Women Film Journalists Award per Millor actor de repartiment Black Reel Award per Millor actor de repartiment Gotham Independent Film Award per Millor actuació de repartiment Washington D.C. Area Film Critics Association Award per Millor repartiment Nominat — Independent Spirit Award per Millor actor de repartiment Nominat — NAACP Image Award per Millor actor de repartiment en una pel·lícula Nominta — Online Film Critics Society Award per Millor actor de repartiment Nominat — Screen Actors Guild Award per Millor actuació de repartiment en una pel·lícula Nominat — Washington D.C. Area Film Critics Association Award per Millor actor de repartiment Actor |
| 2009 | American Violet                            | Eddie Porter                | |
| 2009 | Notorious                                  | Tupac Shakur                | |
| 2009 | Desert Flower                              | Harold Jackson              | |
| 2010 | Night Catches Us                           | Marcus Washington           | Black Reel Award per Millor Actor Nominat — Black Reel Award per Millor repartiment Nominat — NAACP Image Award per Millor actor en una pel·lícula |
| 2011 | The Adjustment Bureau                      | Harry Mitchell              | Nominat — Black Reel Award per Millor actor de repartiment Nominat — NAACP Image Award per Millor actor de repartiment en una pel·lícula |
| 2011 | 10 Years                                   | Andre Irine                 | |
| 2011 | What's Your Number?                        | Tom Piper                   | |
| 2011 | Real Steel                                 | Finn                        | |
| 2012 | Man on a Ledge                             | Mike Ackerman               | |
| 2012 | Abraham Lincoln: Vampire Hunter            | Will Johnson                | |
| 2013 | Gangster Squad                             | Coleman Harris              | |
| 2013 | Repentance                                 | Tommy Carter                | |
| 2013 | Pain & Gain                                | Adrian Doorbal              | |
| 2013 | The Fifth Estate                           | Sam Coulson                 | |
| 2013 | Runner Runner                              | Agent Eric Shavers          | |
| 2013 | The Inevitable Defeat of Mister &amp; Pete | Kris                        | |
| 2014 | Captain America: The Winter Soldier        | Sam Wilson / Falcon         | Nominat — Saturn Award per Millor actor de repartiment Nominat — Teen Choice Award |
| 2014 | Black or White                             | Jeremiah Jeffers            | |
| 2014 | Shelter                                    | Tahir                       | |
| 2014 | Playing It Cool                            | Bryan                       | |
| 2015 | Our Brand Is Crisis                        | Ben                         | |
| 2015 | Love the Coopers                           | Officer Percy Williams      | |
| 2015 | Tres de farra per Nadal                    | Chris Roberts               | |
| 2015 | Avengers: Age of Ultron                    | Sam Wilson / Falcon         | Nominat — MTV Movie Award per Millor repartiment (compartit amb la resta del repartiment) |
| 2015 | Ant-Man                                    | Sam Wilson / Falcon         | |
| 2016 | Captain America: Civil War                 | Sam Wilson / Falcon         | Nominat — Teen Choice Award per Millor químca en una pel·lícula (compartit amb Chris Evans, Sebastian Stan, Paul Rudd, Elizabeth Olsen i Jeremy Renner) Nominat — Kids' Choice Award for #SQUAD (compartit amb la resta del repartiment) |
| 2016 | Triple 9                                   | Marcus Belmont              | |
| 2017 | Detroit                                    | Karl Greene                 | |
| 2018 | The Hate U Give                            | King                        | |
| 2018 | Avengers: Infinity War                     | Sam Wilson / Falcon         | |
| 2019 | Avengers: Endgame                          | Sam Wilson / Falcon         | |
| 2019 | Io                                         | Micah                       | |
| 2019 | Miss Bala                                  | Jimmy                       | |
| 2019 | Point Blank                                | Paul Booker                 | |
| 2019 | Synchronic                                 | Steve Denube                | |
| 2019 | Seberg                                     | Hakim Jamal                 | |
| 2020 | The Banker                                 | Bernard Garrett             | |
| 2021 | Outside the Wire                           | Captain Leo                 | |
| 2021 | The Woman in the Window                    | Edward "Ed" Fox             | Completed |
| 2024 | Captain America: New World Order           | Sam Wilson / Falcon         | Preproducció |

### Televisió
| Any  | Títol                             | Funció                                | Notes                                                            |
| ---- | --------------------------------- | ------------------------------------- | ---------------------------------------------------------------- |
| 2002 | Com si                            | Bar Patron                            | Episodi: "Set"; sense crèdit                                     |
| 2003 | Llei &amp; Ordre: Criminal Intent | Carl Hines                            | Episodi: "Pravda"                                                |
| 2004 | Ventosa Ciutat Lliure             | K-Luv (Keith)                         | Telefim Nominat — Premi Black Debana per Millor actor en telefim |
| 2010 | 30 per 30                         | Narrador                              | Episodi: "El Millor Que Mai Era"                                 |
| 2016 | Completament                      | Martin Luther King Jr.                | Telefilm                                                         |
| 2018 | Animals                           | Recepció (veu)                        | 2 episodis                                                       |
| 2019 | Black Mirror                      | Danny Parker                          | 1 episodi                                                        |
| 2020 | Carboni alterat                   | Takeshi Kovacs                        | 8 episodis                                                       |
| 2021 | El Falcó i el Soldat d'Hivern     | Sam Wilson / Capitan America / Falcon | Paper protagonista                                               |

### Videojocs
| Any  | Títol    | Paper de veu | Notes                     |
| ---- | -------- | ------------ | ------------------------- |
| 2018 | NBA 2K19 | Big Tunney   | També captura de moviment |